# Alphen aan den Rijn
Alphen aan den Rijn (dân số: 72.128 người năm 2008) là một đô thị ở phía tây Hà Lan, trong tỉnh Zuid-Holland, giữa Leiden và Utrecht. Thị xã tọa lạc hai bên bờ sông Oude Rijn (Old Rhine). Đô thị này có diện tích 57,68 km² (22,27 mile²) trong đó 2,61 km² (1,01 mile²) là diện tích mặt nước. 
Đô thị Alphen aan den Rijn also bao gồm các cộng đồng Aarlanderveen và Zwammerdam.  

## Cư dân
- J.C. Bloem (1887-1966), nhà thơ
- Petrus Wernink (1895-1971)
- Matthijs van Heijningen (sinh năm 1944), nhà sản xuất phim
- Wouter van Pelt (sinh năm 1968), cầu thủ hôc-ki
- Arjan van Heusden (sinh năm 1972), cầu thủ bóng đá
- Evert-Jan 't Hoen (sinh năm 1975), cầu thủ bóng chày
- Wilbert Pennings (sinh năm 1975), vận động viên nhảy cao
- Jeannette Pennings (sinh năm 1977), vận động viên điền kinh
- Martin Verkerk (sinh năm 1978), tuyển thủ tennis
- Salah Edin (sinh năm 1981), nhạc rap
- John Heitinga (sinh năm 1983), cầu thủ bóng đá